# Black Sea Trade and Development Bank
Die Black Sea Trade and Development Bank (BSTDB, dt. Schwarzmeer-Handels- und Entwicklungsbank) ist eine internationale Entwicklungsbank im Dienst der elf Gründungsmitglieder der Schwarzmeer-Wirtschaftskooperation, einer regionalen Wirtschaftsorganisation. Sie unterstützt die wirtschaftliche Entwicklung und die regionale Zusammenarbeit durch die Bereitstellung von Darlehen, Garantien und Eigenkapital für Entwicklungsprojekte und Handelsgeschäfte. Die BSTDB unterstützt sowohl öffentliche als auch private Unternehmen in den Mitgliedsländern und knüpft ihre Finanzierungen nicht an politische Bedingungen.
Zu den Zielen der Bank gehören die Förderung regionaler Handelsbeziehungen, länderübergreifender Projekte und ausländischer Direktinvestitionen sowie die Unterstützung von Aktivitäten, die zur nachhaltigen Entwicklung beitragen, wobei der Schwerpunkt auf der Schaffung von Arbeitsplätzen in den Mitgliedsländern liegt.
Die Bank verfügt über ein genehmigtes Kapital von 3,45 Mrd. EUR.

## Leitung
Die Bank wird durch den Rat der Gouverneure, den Verwaltungsrat, den Präsidenten, drei Vizepräsidenten und den Generalsekretär geleitet. Der Direktor ist der Vorsitzende des Verwaltungsrats und der Hauptgeschäftsführer der Bank. Der Verwaltungsrat ernennt die Vizepräsidenten und den Generalsekretär. Jeder Aktionär ernennt eine Person in den Rat der Gouverneure und eine in den Verwaltungsrat.

## Mitgliedsstaaten
Obwohl die Organisation für wirtschaftliche Zusammenarbeit im Schwarzmeerraum dreizehn Mitglieder hat, umfasst die Mitgliedschaft in der Bank nur die elf Gründungsmitglieder:
| Land             | Anteilsbesitz | Eingezahltes Kapital |
| ---------------- | ------------- | -------------------- |
| Albanien         | 2,0 %         | 13,80 M€             |
| Armenien         | 1,0 %         | 6,90 M€              |
| Aserbaidschan    | 5,0 %         | 34,50 M€             |
| Bulgarien        | 13,5 %        | 93,15 M€             |
| Georgien         | 0,5 %         | 3,45 M€              |
| Griechenland     | 16,5 %        | 113,85 M€            |
| Moldau           | 0,5 %         | 3,45 M€              |
| Rumänien         | 14,0 %        | 96,60 M€             |
| Russland         | 16,5 %        | 113,85 M€            |
| Türkei           | 16,5 %        | 113,85 M€            |
| Ukraine          | 13,5 %        | 93,15 M€             |
| nicht zugewiesen | 0,5 %         |                      |
Jeder Anteilseigner ist verpflichtet, auf Verlangen zusätzliches Kapital einzuzahlen, insgesamt 1,602 Mrd. EUR.
Serbien und Nordmazedonien sind Vollmitglieder der Schwarzmeer-Wirtschaftskooperation, haben jedoch keine prozentualen Anteile an der Bank.